# Acihasta salebrosa
Acihasta salebrosa är en spindeldjursart som beskrevs av Forster 1948. Acihasta salebrosa ingår i släktet Acihasta och familjen Monoscutidae. Inga underarter finns listade i Catalogue of Life.